# Maiolati Spontini
Maiolati Spontini település Olaszországban, Marche régióban, Ancona megyében. Lakosainak száma 5986 fő (2023. január 1.). Maiolati Spontini Castelbellino, Cupramontana, Jesi, Rosora, San Marcello, Belvedere Ostrense, Castelplanio és Monte Roberto községekkel határos.

## Népesség
A település lakossága az elmúlt években az alábbi módon változott:
| Lakosok száma | 6225 | 6187 | 5986 |
|               | 2017 | 2018 | 2023 |

## Híres emberek
- Itt született Gaspare Spontini olasz-francia zeneszerző (1774–1851)